# 超音波映像装置
超音波映像装置（ちょうおんぱえいぞうそうち、Scanning Acoustic Tomograph, SAT）は、超音波を利用して物体を走査し、物体内部や表面からの超音波の反射（もしくは透過）の強弱から、物体の内部を画像にて評価、解析を行う機器である。

## 概要
超音波探査映像装置、超音波探傷映像装置ともよばれる。海中などで利用される超音波水中映像装置もある。
超音波が生体内部を伝搬中に発生する高調波成分を用いる比帯域100%以上の周波数帯域を有する超広帯域超音波イメージングシステムも実用化されつつある。

### 長所
- X線撮影のように被曝の心配が無い。
- 装置が他の画像診断装置と比較して比較的小型軽量なので救急車にも備えられる。
- ドップラー効果を利用することにより、体に負担のかかる造影剤を使用せずに血流を可視化できる。

### 短所
- 超音波イメージングはビーム走査を基本としているので音速という足枷のために時間分解能が不十分で、高時間分解能を有する超音波3次元イメージングの実現は困難。

## 超音波トモグラフィ
超音波を印加して伝播速度を元に内部の3次元構造を可視化する。透過型、回折型、反射型等、複数の方式がある。
超音波トモグラフィは1974年にGreenleaf達によって提案された。その後,さまざまな研究者によって超音波CTについての報告が行われた。透過型ではビームの直進性を仮定しており、被検体中の屈折率分布によって超音波ビームが曲がるため、再構成画像にアーチファクトが発生すると共に、生体内部には超音波の透過しない骨やガス等が存在するので透過データを取得可能な部位が少なく、適用可能な領域が限られる。
反射波を利用したパルスエコー法は超音波診断装置として広く普及しているが、CTとは異なり、原理的に各種臓器や器官の形状を映像化するものであって画像に定量性がない。

## 用途
- 非破壊検査
- 医療診断
- 海洋調査